# 永福寺跡
座標: 北緯35度19分41秒 東経139度34分04秒 / 北緯35.32806度 東経139.56778度

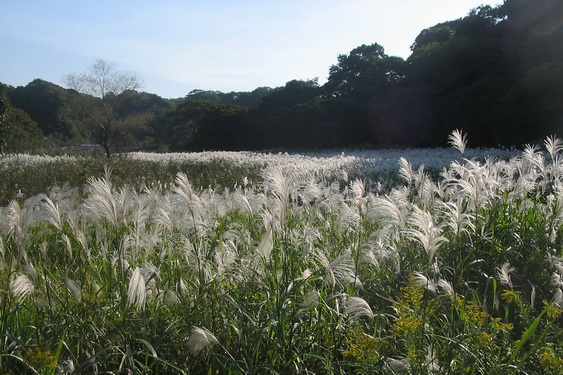
永福寺跡

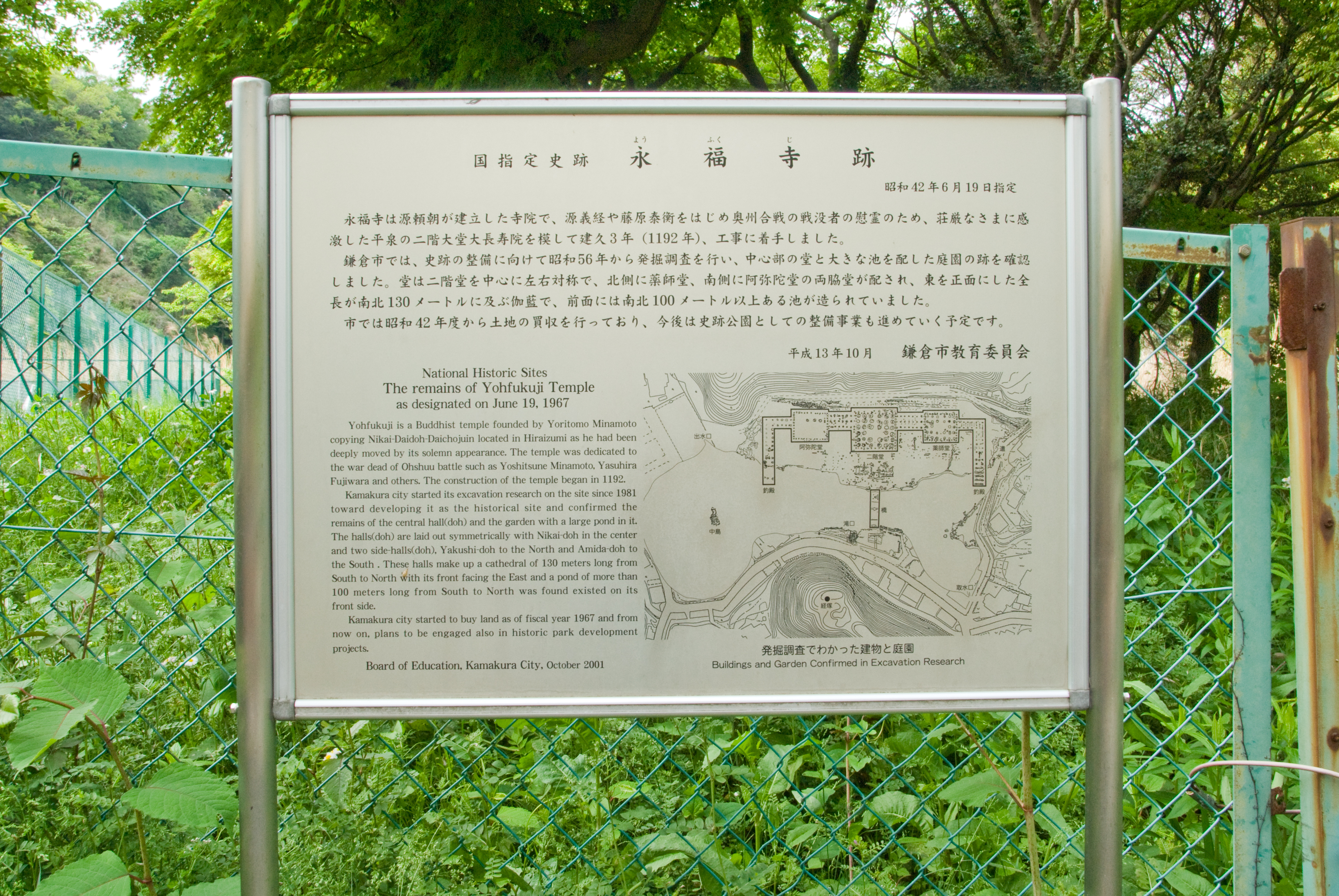
永福寺跡の看板

永福寺跡（ようふくじあと）は、神奈川県鎌倉市二階堂（旧：鎌倉郡二階堂村）にある寺院跡。鎌倉時代初期に源頼朝が中尊寺の二階大堂、大長寿院を模して建立した寺院で、鶴岡八幡宮、勝長寿院とならんで当時の鎌倉の三大寺社の一つであった。2階建ての仏堂であった事から二階堂とも称された。寺跡は国の史跡に指定されている。また世界遺産候補となっている武家の古都・鎌倉の構成資産のひとつ。

## 歴史
源頼朝は1189年（文治5年）9月の奥州合戦を契機に、数多の戦を供養し源義経・藤原泰衡をはじめとする数万の怨霊・英霊をしずめ、冥福を祈るための寺院の建立を発願。その年の12月には永福寺の建立に着手した。造立責任者は造立奉行工藤行政、作事奉行・作所別当八田知家（政所の下部組織『作所』作所別当は八田知家、「於二作事奉行人一者、如二材木一為二用意一」(出典：吾妻鏡‐建久元年（1190）七月二七日)）また勝長寿院の作事奉行も務める。建立には畠山重忠ら関東の御家人の助力があった事が『吾妻鏡』に記載されている。1192年（建久3年）11月25日に本堂が完成し、落慶供養が行われた。
1405年（応永12年）に火災に遭い、のちに廃絶した。

## 調査
1983年（昭和58年）から開始された発掘調査で、北方から流れ込む谷川を水源とする南北200メートル、東西40 - 70メートルの苑池を中心とした浄土庭園の西岸に、二階大堂（釈迦如来）を中心に南北に阿弥陀堂（阿弥陀如来）、薬師堂（薬師如来）の翼廊を従えた中心伽藍が確認された。このことから、伽藍全体の空間構成は無量光院をモデルにしたと考えられる。
現在、永福寺跡周辺が「二階堂」と呼ばれているのも、この建物が由来となっている。

## 復元
長らくススキが生える湿地となっていたが、史跡指定翌年の1967年（昭和43年）度から土地の公有化を進め、2007年（平成19年）以降復元整備工事に着手し、2017年（平成29年）6月、二階堂、阿弥陀堂、薬師堂などの基壇（基礎）と苑池の復元が完了し、公開された。
発掘データをもとに、CGによる復元も試みられている（鎌倉市と湘南工科大学との
協働）

## 関連文献
- 河井恒久 等編 編「巻之二 永福寺舊跡」『新編鎌倉志』 第5冊、大日本地誌大系刊行会〈大日本地誌大系〉、1915年、27 - 28頁。NDLJP:952770/28。